# 阿達一族 (1991年電影)
《阿達一族》（英語：The Addams Family）是一部於1991年上映的美國超自然黑色幽默電影，由巴里·索南菲爾德執導，電影改編自查理斯·亞當斯的同名漫畫。由安杰丽卡·休斯顿、諾爾·朱利亞和克里斯多福·洛伊德主演。
電影於1991年11月22日在美國上映。

## 演員
- 安杰丽卡·休斯顿 飾 蒂絲·阿達（英语：Morticia Addams）
- 諾爾·朱利亞（英语：Raúl Juliá） 飾 哥梅茲·阿達（英语：Gomez Addams）
- 克里斯多福·洛伊德 飾 戈登·克雷文 / 肥斯特叔叔（英语：Uncle Fester）
- 姬絲汀娜·莉芝 飾 星期三·阿達（英语：Wednesday Addams）
- 吉米·沃克曼（英语：Jimmy Workman） 飾 普斯利·阿達（英语：Pugsley Addams）
- 朱迪斯·瑪麗娜（英语：Judith Malina） 飾 奶奶（英语：Grandmama (The Addams Family)）
- 卡雷爾·史崔肯（英语：Carel Struycken） 飾 路奇（英语：Lurch (The Addams Family)）
- 克里斯多福·哈特（英语：Christopher Hart）的手 飾 小手（英语：Thing (The Addams Family)）
- 伊莉沙白·威森（英语：Elizabeth Wilson） 飾 阿比蓋爾·克雷文
- 丹·艾迪亞（英语：Dan Hedaya） 飾 塔利·阿爾福德
- 黛娜·艾薇（英语：Dana Ivey） 飾 瑪格麗特·阿爾福德
- 保羅·班奈狄克（英语：Paul Benedict） 飾 喬治·沃馬克法官
- 約翰·富蘭克林（英语：John Franklin (actor)） 飾 伊特表哥（英语：Cousin Itt）
- 瑪西蒂·麥娜伯（英语：Mercedes McNab） 飾 女童軍
- 莎莉·潔西·瑞芙（英语：Sally Jessy Raphael）  飾 她自己

## 反響

### 評價
爛番茄根據39條評論，持有62%的新鮮度，平均得分5.7／10。在Metacritic上，電影獲得了57分。

## 外部連結
- 互联网电影数据库（IMDb）上《阿達一族》的资料（英文）
- Box Office Mojo上《阿達一族》的資料（英文）
- Metacritic上《阿達一族》的資料（英文）
- 爛番茄上《阿達一族》的資料（英文）
- AllMovie上《阿達一族》的资料（英文）
- 開眼電影網上《阿達一族》的資料（繁體中文）
- 时光网上《阿達一族》的資料（简体中文）
- 豆瓣电影上《阿達一族》的資料 （简体中文）